# قضية حقيقية
القضية الحقيقية هي القضية التي حكم فيها على ما صدق عليه الموضوع بالفعل أعم من أن يكون موجودا في الخارج.